# Ermita de San Francisco de la Font
La ermita de Sant Francesc de la Font, ubicada en el camino viejo a Benicasim, o “Camino de las Villas de Benicasim”, en la conocida por los agricultores como partida del “Cap”, en Castellón de la Plana, en la comarca de la Plana Alta, es un conjunto catalogado, de manera genérica, como Bien de Relevancia Local, según la Disposición Adicional Quinta de la Ley 5/2007, de 9 de febrero, de la Generalitat, de modificación de la Ley 4/1998, de 11 de junio, del Patrimonio Cultural Valenciano (DOCV Núm. 5.449 / 13/02/2007), con código: 12.05.040-011.

## Historia
El conocido como Caminàs, es uno de los muchos caminos rurales que tejen la red existente en la huerta de Castellón. Es una vía, de una remota antigüedad, posiblemente de la época de dominación romana, que discurre paralela a la costa atravesando el municipio de norte a sur, dando lugar a numerosas bifurcaciones.
A lo largo del Caminàs, con el discurrir del tiempo, y sobre todo a partir de la época medieval, van edificándose alquerías que poco a poco acaban transformados en poblados, como ocurrió con el conocido como el Fadrell, asentamiento que llegó a tener cierta importancia antes y después de la Reconquista. De la misma manera, tras la reconquista a lo largo de este camino, y en sus inmediaciones surgen, una serie de ermitas que eran la forma de honrar a los santos de su devoción y solicitar su protección, por parte de los agricultores de la zona. 
Pese a su sencillez arquitectónica, las ermitas del Caminàs, suelen presentar una mayor complejidad de elementos y, con frecuencia, en ornamentación y objetos de culto, los cuales alcanzan en ocasiones un inusitado valor, quizás manifestación de la riqueza de la sociedad que se desarrollaba en estas ricas y fértiles tierras.
Forman parte de estas ermitas: Ermita de San Francisco de la Font, Ermita de San Isidro, Ermita de San Jaime de Fadrell, Ermita de San José del Censal,  Ermita de San Roque de Canet, Ermita de la Fuente de la Salud, y relacionadas con todas ella cabría señalar la de la Magdalena y la Basílica del Lledó, ambas de una gran relevancia.
El inicio de la construcción de la ermita debió estar alrededor de la primera mitad del siglo XVIII, pudiendo documentarse su existencia desde el año 1748.
Su estado llegó a ser de ruina a principios del siglo XX (1913), debido fundamentalmente a su abandono, razón por la cual, en 1975 la “Germandat dels Cavallers de la Conquesta” (institución festiva, cultural y tradicional de Castellón de la Plana) se preocupó de su reconstrucción y sigue actualmente encargada de su mantenimiento. El 9 de octubre de 1976 , se celebró el VII Centenario de la muerte del rey Jaime I, abriendo el edificio al culto tras la restauración.
Desde ese momento ha sufrido diversas intervenciones, lo cual hace que su estado actual sea impecable.

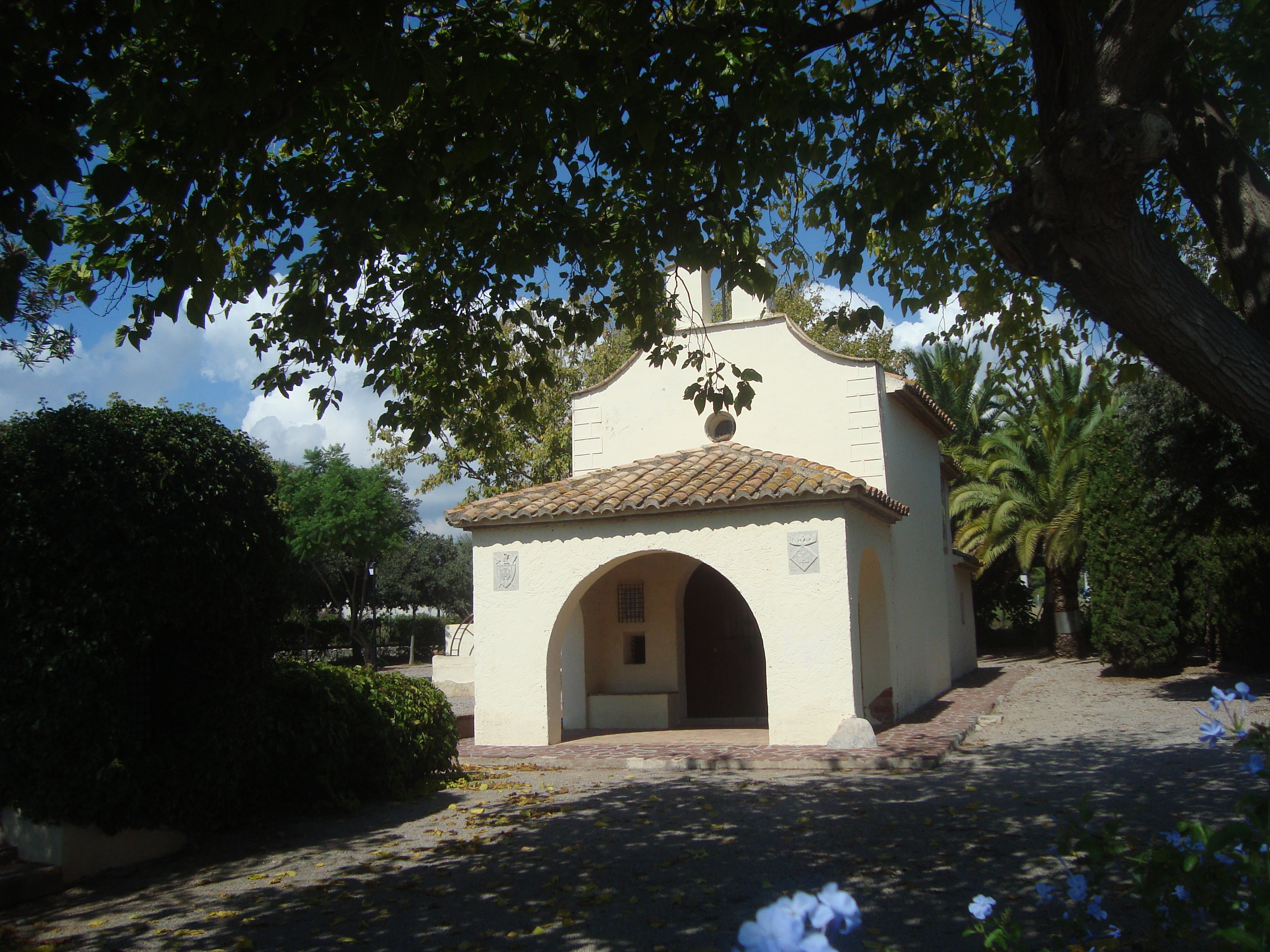
Vista frontal

## Descripción
Esta ermita se sitúa cerca de la de Sant Roc de Canet, en la partida de Cap (llamada así por los labradores, al situarse tras los muros de la ermita el “cap” (cabeza) de la acequia mayor, antes que esta vierta sus aguas en el "Molí la Font", identificado con la mítica fuente griega de Castalia, pese a no existir fundamentación histórica para ello), junto al paso a nivel del ferrocarril Valencia-Vinaroz.
Además del pequeño templo, dentro de una zona vallada rodeada de arbolado y jardines, donde se encuentra el pozo y la fuente; hay, desde 1985 una cruz de término de piedra que se trasladó a este lugar desde Fadrell.
El templo se ve ampliado en su parte posterior, por la presencia de un cuerpo adosado (de menos altura) al principal (de pequeñas dimensiones), que hace las veces de sacristía. Por su parte, en la entrada al templo se eleva un porche previo formado por tres arcos rebajados iguales en cada uno de sus paramentos, y cubierta a tres aguas rematada con tejas. El resto del edificio presenta cubierta a dos aguas. En el frontón, que termina en un hastial, que hace las veces de espadaña, se observa la presencia de un óculo redondo. Por su parte, la espadaña no presenta campana aunque sí una cruz de forja. Como decoración externa cabe destacar el retablo cerámico que se localiza en uno de los laterales de la cabecera, y en que puede verse la leyenda del santo, en la que se narra cómo éste hizo brotar milagrosamente una fuente.
La entrada al templo se hace a través de una puerta de madera en forma de arco de medio punto, y a ambos lados de la misma hay poyos adosados, ventanas bajas enrejadas y paneles cerámicos, así como un azulejo (en la parte alta) representando a San Francisco donde aparecen tanto las fechas de la construcción como la de su restauración. 
El interior está abundantemente decorado. En los laterales se representan a santos franciscanos, en las pechinas de la cúpula los Padres de la Iglesia, en el presbiterio, se representa una cúpula celeste bajo la cual se ubica el retablo dorado, donde destaca la talla de madera de San Francisco, imagen datada del siglo XVIII. Pese a desconocerse la autoría de los frescos que en ella se encuentran, pertenecen a la corriente del llamado barroco ilusionista de mediados del siglo XVIII. De su restauración se encargó, por encargo del Ayuntamiento de Castellón de la Plana, Gabriel Cantalapiedra en 1982, siendo estas pinturas una excepción en toda la comarca.

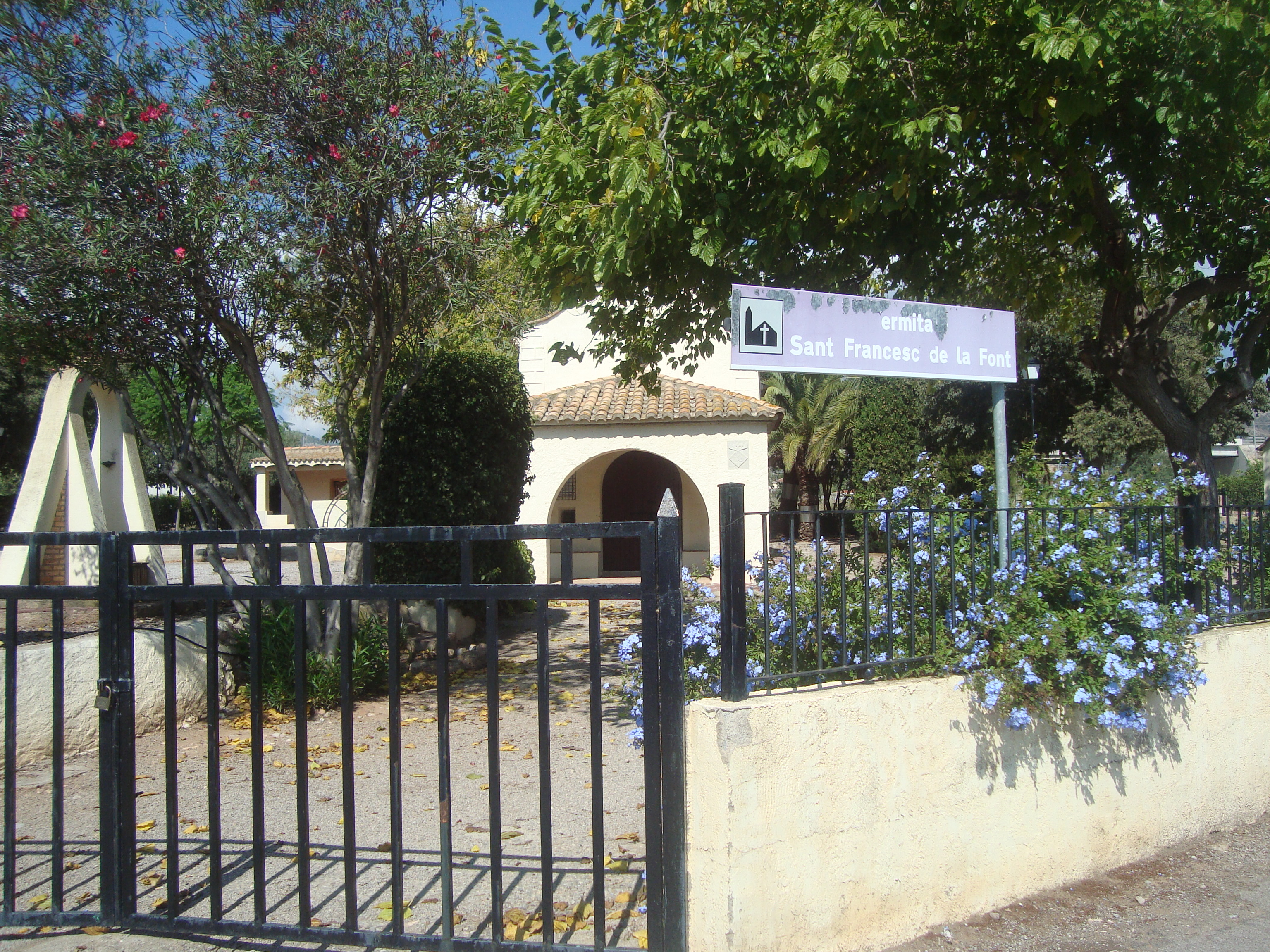
Vista exterior

## Fiesta
Las fiestas que se relacionan con esta ermita son varias, aunque todas ellas en el mes de octubre, mes en el que se celebra (el día 4) San Francisco de Asís.
El 4 de octubre es la fiesta principal del santo, por ello hay misa y canto de los Gozos.
La víspera del día 9 de octubre, la Germandat de Cavaller de la Conquesta celebra allí sus actos privados.
El domingo anterior al 9 de octubre se celebra el homenaje a Tombatossals, con misa y actos festivos.
El día 12 de octubre, es la fiesta principal de la ermita, con Misa Solemne, procesión hasta el Molí de la Font, bendición de los campos, porrat ....